# Zaragoza (1891)
La Zaragoza era un corvetta a propulsione mista da 8 cannoni della Armada de México, costruita a Le Havre, in Francia nella prima metà degli anni novanta del XIX secolo, e rimasta in servizio dal 1891 al 1926.

## Storia
La corvetta scuola Zaragoza,  fu costruita presso il cantiere Société Nouvelle des Forges et Chantiers de la Méditerranée di Le Havre, in Francia. La costruzione della nave fu commissionata in Francia dal commodoro Ángel Ortiz Monasterio. Essa prendeva il nome dal generale Ignacio Zaragoza Seguín.
L'unità fu varata il 9 aprile 1891, ed entrò in servizio il 16 novembre dello stesso anno. La corvetta con scafo in acciaio misurava 64,92 metri di lunghezza, dislocava 1.226 tonnellate, aveva un armamento su 6 cannoni Schneider-Canet da 100 mm, e due cannoni Hotchkiss da 37 mm. L'apparato motore era costituito da un macchina a tripla espansione erogante la potenza di 1.300 ihp. L'equipaggio era formato da 21 ufficiali e 98 tra sottufficiali e marinai, e aveva posti per poter ospitare tra 20 e 40 aspiranti guardiamarina.
La Zaragoza attraverso l'Atlantico nel suo viaggio inaugurale, trasportando il primo prototipo nazionale di un chilogrammo di platino-iridio. Il responsabile del trasferimento in Messico fu il generale di brigata della Marina Angel Ortiz Monasterio. Durante il viaggio, toccò i porti di Cherbourg, Cadice e Porto Rico, e arrivò a Veracruz il 13 febbraio 1892. Sotto il comando del capitano Reginald Carey Brenton, un ufficiale della Royal Navy britannica che aveva un incarico di cinque anni alla Marina messicana come istruttore, salpò di nuovo per l'Europa nell'ottobre 1892. Nel porto spagnolo di Palos de la Frontera, da dove la Pinta, la Niña e la Santa María erano salpate nel 1492, partecipò alle commemorazioni del quarto centenario della scoperta delle Americhe. La Zaragoza fungeva da guardia allo yacht reale spagnolo e ricevette la visita della regina reggente Maria Cristina di Spagna.
Tra il 1894 e il 1897 fu la prima nave della Marina messicana a circumnavigare il mondo. Salpò da Tampico il 5 aprile 1894, ancora sotto il comando del capitano Carey Brenton, navigò verso sud lungo la costa del Sud America e attraverso lo stretto di Magellano, e poi puntò di nuovo a nord verso Acapulco. Il 23 aprile 1895, ora di nuovo sotto il comando del commodoro Ortiz Monasterio, salpò da Guaymas. Dopo aver visitato San Francisco, navigò verso ovest attraverso l'Oceano Pacifico, facendo scalo a Honolulu, Hawaii, a Yokohama e Nagasaki in Giappone, e a Hong Kong, prima di fermarsi a Singapore, a Ceylon, in India e a Port Said, in Egitto. Attraversò il canale di Suez, entrò nel Mar Mediterraneo e si diresse verso la Francia, raggiungendo Tolone. Dopo piccole riparazioni, attraversò l'Atlantico e arrivò a Veracruz il 3 luglio 1897. Un resoconto del viaggio fu pubblicato dall'ufficiale medico della Zaragoza, il Dr. Carlos Glass.
Una volta tornati in Messico la Zaragoza, al comando del capitano Manuel Azueta e il viceammiraglio Monasterio si dedicarono alla fondazione della prima accademia navale della Repubblica del Messico, la Escuela Naval Flotante/Escuela Naval Militar, a Veracruz. Con soli 26 studenti distaccati dall'esercito, l'edificio dell'Accademia Navale consisteva in una casa di legno all'incrocio tra Calle Landeros e Calle Coss, composta da due corpi o gronde di due piani, con un cortile intermedio dove erano installati gli uffici del comando navale sul lato sud del porto del mercato ittico. Dopo aver completato le operazioni di condizionamento dell'edificio, l'inaugurazione avvenne finalmente il 1° luglio 1897, con la Zaragoza che fungeva da aula galleggiante e nave scuola.
Nel 1898 prese il mare agli ordini di Azueta per assistere il governo nelle operazioni contro i ribelli Maya dello Yucatán durante la guerra delle caste. Raggiunta la costa dello Yucatán con l'ordine di conquistare il caposaldo delle rovine di El Castillo Tulum, l'antico simbolo dei Maya, Azueta sbarcò sulla spiaggia con una forza di sbarco di 150 uomini dell'esercito e della marina e conquistò il castello dopo un assedio. Nei sette anni successivi, la nave rimase in costante combattimento contro i ribelli, trasportando la sua forza di sbarco lungo la costa e conquistando Progresso, Xcalax, Isla Mujeres, Puerto Morelos, Cozumel, Baia dell'Ascensione e Rio Hondo, a volte più di una volta. Durante questo periodo, Monasterio si ritirò e Azueta passò al comando dell'Accademia Navale, lasciando la Zaragoza nello Yucatán.  Nel 1905 fece parte dello squadrone che accompagnò il presidente Porfirio Díaz nella sua visita nello Yucatán. Durante la rivoluzione messicana servì sotto il governo costituzionale del presidente Francisco Madero e contribuì a reprimere la rivolta guidata da Félix Díaz. Dal dicembre 1913 al maggio 1914 fu a Tampico prestando servizio a fianco delle navi da guerra Veracruz ed El Bravo durante l'assedio dei Costituzionalisti, operando come artiglieria galleggiante per le truppe federali al comando del generale Ignacio Morelos Zaragoza. Il 14 marzo 1914, il commodoro Azueta issò la sua bandiera sulla corvetta e assunse il comando della Flottiglia del Golfo, per poi procedere al bombardamento ravvicinato delle truppe ribelli lungo la costa. Durante questo periodo si verificò l'incidente di Tampico, quando una squadra di sbarco non annunciata dell'US Navy, scesa dalla cannoniera Dolphin, si imbatté in truppe federali messicane e, poiché entrambe le parti erano armate e incapaci di parlare la lingua dell'altra, si concluse con una vera e propria situazione di stallo.
Nell'aprile del 1914, la nave si trovava a Tampico quando le truppe statunitensi sbarcarono nella vicina Veracruz, ma non intraprese alcuna azione offensiva. Nell'agosto del 1914, dopo la rivoluzione costituzionalista guidata da Venustiano Carranza, fu inviata al porto di Coatzacoalcos. Da lì, più tardi nello stesso anno, salpò per lo Yucatán per prendere parte alla repressione della ribellione guidata da Benjamin Argumedo. Nel 1923-24, prese parte alla fallita rivolta di Adolfo de la Huerta contro il governo di Álvaro Obregón. Nell'ottobre del 1919 scortò l'incrociatore protetto uruguaiano Uruguay, mentre riportava le spoglie del poeta Amado Nervo, morto mentre prestava servizio comeambasciatore del Messico in Uruguay. Dopo 34 anni di servizio e in cattive condizioni, la Zaragoza fu finalmente dismessa il 6 marzo 1926 in una cerimonia presieduta dal Segretario alla Guerra Joaquín Amaro. La nave fu successivamente spogliata e lo scafo rimorchiato in mare per essere affondato a colpi di cannone.

### Annotazioni
1. ↑  Il generale Seguí fu capo delle forze messicane durante la prima parte dell'intervento francese in Messico. Segretario alla Guerra nel gabinetto di Benito Juárez, Zaragoza si dimise dal suo incarico d'ufficio e guidò un esercito eterogeneo di circa 4500 uomini contro 6000 soldati francesi nella battaglia di Puebla, il 5 maggio 1862.

### Fonti
1. 1 2 3 4  Gardiner 1979, p.41.
2. 1 2 3 4 5 6 7 8 9 10 11 12 13 14 15 16 17 18 19 20 21 22 23 24 25 26 27 28  Lszoi.
3. 1 2 3 4  Vidamaritina.